# سرتل (فیروزآباد)
سرتل  یا سرتل دولت‌آباد روستایی در دهستان احمدآباد بخش مرکزی شهرستان فیروزآباد استان فارس ایران است.

## جمعیت
بر پایه سرشماری عمومی نفوس و مسکن در سال ۱۳۹۵ جمعیت این روستا ۴۱۲ نفر (۱۲۴خانوار) بوده‌است.